# Vojtěch Filip
Vojtěch Filip (ur. 13 stycznia 1955 w Jedovarach) – czeski polityk, działacz komunistyczny, wiceprzewodniczący Izby Poselskiej, od 2005 do 2021 przewodniczący Komunistycznej Partii Czech i Moraw.

## Życiorys
W 1970 wstąpił do komunistycznej młodzieżówki Socialistický svaz mládeže, pracował w jej strukturach jako referent. W 1978 ukończył studia prawnicze na Universita Jana Evangelisty Purkyně w Brnie. Do 1993 był zatrudniony jako prawnik w przedsiębiorstwie państwowym Sfinx. Od 1983 do czasu rozwiązania w 1990 członek Komunistycznej Partii Czechosłowacji, od 1984 wchodził w skład komitetu miejskiego w Czeskich Budziejowicach. W 1990 został deputowanym do Federalnego Zgromadzenia Czeskiej i Słowackiej Republiki Federacyjnej, w którym zasiadał do 1992. Kontynuował działalność partyjną w ramach Komunistycznej Partii Czech i Moraw. W latach 1994–2002 był radnym miejskim w Czeskich Budziejowicach.
W 1996 po raz pierwszy wybrany na deputowanego do Izby Poselskiej. Z powodzeniem ubiegał się o reelekcję w 1998, 2002, 2006, 2010, 2013 i 2017. Obejmował funkcje przewodniczącego klubu poselskiego KSČM i wiceprzewodniczącego niższej izby czeskiego parlamentu. W latach 2004–2005 był wiceprzewodniczącym partii, w 2005 został przewodniczącym KSČM (jego poprzednikiem był Miroslav Grebeníček). W wyniku wyborów z października 2021 komuniści utracili poselską reprezentację, nie przekraczając wyborczego progu. W tym samym miesiącu Vojtěch Filip zrezygnował z kierowania partią. W 2024 bez powodzenia ubiegał się o mandat senatora, został w tymże roku wybrany natomiast na radnego kraju południowoczeskiego.